# Onyar
Il fiume Onyar è un fiume della Catalogna, affluente alla riva destra del Ter.
Nasce nel massiccio delle Guilleries e attraversa la città di Gerona da sud a nord, dividendola in due parti disuguali, la maggiore delle quali, la più antica, si trova sulla sua riva destra mentre la minore, la più moderna e in continua crescita, sulla riva sinistra.

## Corso
L'Onyar riceve a Gerona le acque provenienti dal canale Monar e confluisce nel Ter nel quartiere di Pedret.
Anticamente, le piene dell'Onyar provocavano inondazioni nella città. La più importante in tempi recenti è stata la piena dell'autunno del 1962, quando il livello del fiume crebbe di alcuni metri, inondando molti scantinati e piani terreni. Attualmente, il letto del fiume è canalizzato e non vi sono più inondazioni.

## Affluenti
- Riera Gotarra
- Bogantó
- Galligants

## Comuni attraversati
I principali comuni attraversati sono:
- Vilobí d'Onyar
- Riudellots de la Selva
- Sant Andreu Salou
- Campllong
- Fornells de la Selva
- Quart
- Gerona.